# ATP Cup 2021
L'ATP Cup 2021 fou la segona edició de l'ATP Cup, disputada sobre pista dura entre el 2 i el 6 de febrer de 2021 al Melbourne Park de Melbourne.
El torneig s'havia de disputar en les ciutats australianes de Brisbane, Perth i Sydney, sobre pista dura exterior, en la primera setmana del calendari, però degut a la pandèmia de COVID-19, l'organització del torneig va decidir celebrar-lo a Melbourne la primera setmana de febrer per complir amb les mesures de seguretat de les autoritats australianes. Per reduir la seva durada, també es va reduir a la meitat el nombre de 24 països participants a 12. La jornada del 4 de febrer, que coincidia amb la tercera jornada de la fase de grups, es va suspendre per la detecció d'un cas de COVID-19 en un treballador de l'hotel on s'allotjaven els tennistes, i poder mantenir en quarantena els jugadors.

## Classificació
Onze països es van classificar segons el tenista més ben classificat en el rànquing individual a data de 4 de gener de 2021 i el seu compromís a participar en l'esdeveniment. A banda, Austràlia va rebre la invitació per ser el país amfitrió.
| Núm.    | Equip     | Jugador 1          | Rq      | Jugador 2             | Rq  | Jugador 3           | Jugador 4                | Capità                |
| ------- | --------- | ------------------ | ------- | --------------------- | --- | ------------------- | ------------------------ | --------------------- |
| 1       | Sèrbia    | Novak Đoković      | 1       | Dušan Lajović         | 26  | Filip Krajinović    | Nikola Ćaćić             | Viktor Troicki        |
| 2       | Espanya   | Rafael Nadal       | 2       | Roberto Bautista Agut | 13  | Pablo Carreño Busta | Marcel Granollers        | Pepe Vendrell         |
| 3       | Àustria   | Dominic Thiem      | 3       | Dennis Novak          | 98  | Philipp Oswald      | Tristan-Samuel Weissborn | Wolfgang Thiem        |
| 4       | Rússia    | Daniïl Medvédev    | 4       | Andrei Rubliov        | 8   | Aslan Karatsev      | Ievgueni Donskoi         | Ievgueni Donskoi      |
| 5       | Grècia    | Stéfanos Tsitsipàs | 6       | Michail Pervolarakis  | 458 | Markos Kalovelonis  | Petros Tsitsipas         | Apostolos Tsitsipas   |
| 6       | Alemanya  | Alexander Zverev   | 7       | Jan-Lennard Struff    | 37  | Kevin Krawietz      | Andreas Mies             | Mischa Zverev         |
| 7       | Argentina | Diego Schwartzman  | 9       | Guido Pella           | 44  | Horacio Zeballos    | Máximo González          | Diego Schwartzman     |
| 8       | Itàlia    | Matteo Berrettini  | 10      | Fabio Fognini         | 17  | Simone Bolelli      | Andrea Vavassori         | Vincenzo Santopadre   |
| 9       | Japó      | Kei Nishikori      | 10 (RP) | Yoshihito Nishioka    | 57  | Ben McLachlan       | Toshihide Matsui         | Max Mirnyi            |
| 10      | França    | Gaël Monfils       | 11      | Benoît Paire          | 28  | Nicolas Mahut       | Édouard Roger-Vasselin   | Richard Ruckelshausen |
| 11      | Canadà    | Denis Shapovalov   | 12      | Milos Raonic          | 14  | Steven Diez         | Peter Polansky           | Peter Polansky        |
| 12 (WC) | Austràlia | Alex de Minaur     | 23      | John Millman          | 38  | John Peers          | Luke Saville             | Lleyton Hewitt        |

## Fase de grups
Els dotze equips es van dividir en quatre grups de tres equips en format de round-robin. La distribució dels equips es va dur a terme mitjançant un sorteig. Els vencedors dels quatre grups es van classificar per les semifinals.

### Resum
| Grup | Primer cap de sèrie | Primer cap de sèrie | Primer cap de sèrie | Primer cap de sèrie | Segon cap de sèrie | Segon cap de sèrie | Segon cap de sèrie | Segon cap de sèrie | Tercer cap de sèrie | Tercer cap de sèrie | Tercer cap de sèrie | Tercer cap de sèrie |
| Grup | País                | E                   | P                   | S                   | País               | E                  | P                  | S                  | País                | E                   | P                   | S                   |
| ---- | ------------------- | ------------------- | ------------------- | ------------------- | ------------------ | ------------------ | ------------------ | ------------------ | ------------------- | ------------------- | ------------------- | ------------------- |
| A    | Sèrbia              | 1−1                 | 3−3                 | 8−7                 | Alemanya           | 2−0                | 4−2                | 10−7               | Canadà              | 0−2                 | 2−4                 | 5−9                 |
| B    | Espanya             | 1−1                 | 4−2                 | 8−4                 | Grècia             | 1−1                | 3−3                | 6−6                | Austràlia           | 1−1                 | 2−4                 | 5−9                 |
| C    | Àustria             | 0−2                 | 2−4                 | 2−8                 | Itàlia             | 2−0                | 4−2                | 8−4                | França              | 1−1                 | 3−3                 | 6−4                 |
| D    | Rússia              | 2−0                 | 4−2                 | 9−4                 | Argentina          | 1−1                | 4−2                | 8−5                | Japó                | 0−2                 | 1−5                 | 3−11                |

### Grup A
| CS |          | Sèrbia | Alemanya | Canadà | Punts | Partits | Sets | Jocs  | Pos. |
| 1  | Sèrbia   |        | 1−2      | 2−1    | 1−1   | 3−3     | 10−7 | 88−87 | 2    |
| 6  | Alemanya | 2−1    |          | 2−1    | 2−0   | 4−2     | 8−7  | 80−75 | 1    |
| 11 | Canadà   | 1−2    | 1−2      |        | 0−2   | 2−4     | 5−9  | 75−81 | 3    |

#### Sèrbia vs. Canadà
| · Sèrbia · 2 | Melbourne 2 de febrer de 2021 | Melbourne 2 de febrer de 2021                                    | · Canadà · 1 |      |   |  |
| \| \| \| \| 1 \| 2 \| 3 \| \| \| - \| --------------- \| ---------------------------------------------------------------- \| --- \| ---- \| - \| \| \| 1 \| Sèrbia · Canadà \| Dušan Lajović Milos Raonic \| 3 6 \| 4 6 \| \| \| \| 2 \| Sèrbia · Canadà \| Novak Đoković Denis Shapovalov \| 7 5 \| 7 5 \| \| \| \| 3 \| Sèrbia · Canadà \| Novak Đoković / Filip Krajinović Milos Raonic / Denis Shapovalov \| 7 5 \| 7 64 \| \| \| |                               |                                                                  |              |      |   |  |
| |                               |                                                                  | 1            | 2    | 3 |  |
| 1 | Sèrbia · Canadà               | Dušan Lajović Milos Raonic                                       | 3 6          | 4 6  |   |  |
| 2 | Sèrbia · Canadà               | Novak Đoković Denis Shapovalov                                   | 7 5          | 7 5  |   |  |
| 3 | Sèrbia · Canadà               | Novak Đoković / Filip Krajinović Milos Raonic / Denis Shapovalov | 7 5          | 7 64 |   |  |

#### Alemanya vs. Canadà
| · Alemanya · 2 | Melbourne 3 de febrer de 2021 | Melbourne 3 de febrer de 2021                                    | · Canadà · 1 |      |          |  |
| \| \| \| \| 1 \| 2 \| 3 \| \| \| - \| ----------------- \| ---------------------------------------------------------------- \| ---- \| ---- \| -------- \| \| \| 1 \| Alemanya · Canadà \| Jan-Lennard Struff Milos Raonic \| 7 64 \| 7 6² \| \| \| \| 2 \| Alemanya · Canadà \| Alexander Zverev Denis Shapovalov \| 6⁵ 7 \| 6 3 \| 7 64 \| \| \| 3 \| Alemanya · Canadà \| Kevin Krawietz / Jan-Lennard Struff Steven Diez / Peter Polansky \| 64 7 \| 7 6⁶ \| [3] [10] \| \| |                               |                                                                  |              |      |          |  |
| |                               |                                                                  | 1            | 2    | 3        |  |
| 1 | Alemanya · Canadà             | Jan-Lennard Struff Milos Raonic                                  | 7 64         | 7 6² |          |  |
| 2 | Alemanya · Canadà             | Alexander Zverev Denis Shapovalov                                | 6⁵ 7         | 6 3  | 7 64     |  |
| 3 | Alemanya · Canadà             | Kevin Krawietz / Jan-Lennard Struff Steven Diez / Peter Polansky | 64 7         | 7 6⁶ | [3] [10] |  |

#### Sèrbia vs. Alemanya
| · Sèrbia · 1 | Melbourne 5 de febrer de 2021 | Melbourne 5 de febrer de 2021                                      | · Alemanya · 2 |     |          |  |
| \| \| \| \| 1 \| 2 \| 3 \| \| \| - \| ----------------- \| ------------------------------------------------------------------ \| ---- \| --- \| -------- \| \| \| 1 \| Sèrbia · Alemanya \| Dušan Lajović Jan-Lennard Struff \| 6 3 \| 3 6 \| 4 6 \| \| \| 2 \| Sèrbia · Alemanya \| Novak Đoković Alexander Zverev \| 63 7 \| 6 2 \| 7 5 \| \| \| 3 \| Sèrbia · Alemanya \| Nikola Ćaćić / Novak Đoković Jan-Lennard Struff / Alexander Zverev \| 64 7 \| 7 5 \| [7] [10] \| \| |                               |                                                                    |                |     |          |  |
| |                               |                                                                    | 1              | 2   | 3        |  |
| 1 | Sèrbia · Alemanya             | Dušan Lajović Jan-Lennard Struff                                   | 6 3            | 3 6 | 4 6      |  |
| 2 | Sèrbia · Alemanya             | Novak Đoković Alexander Zverev                                     | 63 7           | 6 2 | 7 5      |  |
| 3 | Sèrbia · Alemanya             | Nikola Ćaćić / Novak Đoković Jan-Lennard Struff / Alexander Zverev | 64 7           | 7 5 | [7] [10] |  |

### Grup B
| CS |           | Espanya | Grècia | Austràlia | Punts | Partits | Sets | Jocs  | Pos. |
| 2  | Espanya   |         | 1−2    | 3−0       | 1−1   | 4−2     | 8−4  | 63−51 | 1    |
| 5  | Grècia    | 2−1     |        | 1−2       | 1−1   | 3−3     | 6−6  | 49−53 | 2    |
| 12 | Austràlia | 0−3     | 2−1    |           | 1−1   | 2−4     | 5−9  | 60−68 | 3    |

#### Espanya vs. Austràlia
| · Espanya · 3 | Melbourne 2 de febrer de 2021 | Melbourne 2 de febrer de 2021                                     | · Austràlia · 0 |     |     |  |
| \| \| \| \| 1 \| 2 \| 3 \| \| \| - \| ------------------- \| ----------------------------------------------------------------- \| --- \| --- \| --- \| \| \| 1 \| Espanya · Austràlia \| Pablo Carreño Busta John Millman \| 6 2 \| 6 4 \| \| \| \| 2 \| Espanya · Austràlia \| Roberto Bautista Agut Alex de Minaur \| 4 6 \| 6 4 \| 6 4 \| \| \| 3 \| Espanya · Austràlia \| Pablo Carreño Busta / Marcel Granollers John Peers / Luke Saville \| 6 4 \| 7 5 \| \| \| |                               |                                                                   |                 |     |     |  |
| |                               |                                                                   | 1               | 2   | 3   |  |
| 1 | Espanya · Austràlia           | Pablo Carreño Busta John Millman                                  | 6 2             | 6 4 |     |  |
| 2 | Espanya · Austràlia           | Roberto Bautista Agut Alex de Minaur                              | 4 6             | 6 4 | 6 4 |  |
| 3 | Espanya · Austràlia           | Pablo Carreño Busta / Marcel Granollers John Peers / Luke Saville | 6 4             | 7 5 |     |  |

#### Grècia vs. Austràlia
| · Grècia · 1 | Melbourne 3 de febrer de 2021 | Melbourne 3 de febrer de 2021                                       | · Austràlia · 2 |     |          |  |
| \| \| \| \| 1 \| 2 \| 3 \| \| \| - \| ------------------ \| ------------------------------------------------------------------- \| --- \| --- \| -------- \| \| \| 1 \| Grècia · Austràlia \| Michail Pervolarakis John Millman \| 2 6 \| 3 6 \| \| \| \| 2 \| Grècia · Austràlia \| Stéfanos Tsitsipàs Alex de Minaur \| 6 3 \| 7 5 \| \| \| \| 3 \| Grècia · Austràlia \| Michail Pervolarakis / Stéfanos Tsitsipàs John Peers / Luke Saville \| 3 6 \| 6 4 \| [5] [10] \| \| |                               |                                                                     |                 |     |          |  |
| |                               |                                                                     | 1               | 2   | 3        |  |
| 1 | Grècia · Austràlia            | Michail Pervolarakis John Millman                                   | 2 6             | 3 6 |          |  |
| 2 | Grècia · Austràlia            | Stéfanos Tsitsipàs Alex de Minaur                                   | 6 3             | 7 5 |          |  |
| 3 | Grècia · Austràlia            | Michail Pervolarakis / Stéfanos Tsitsipàs John Peers / Luke Saville | 3 6             | 6 4 | [5] [10] |  |

#### Espanya vs. Grècia
| · Espanya · 1 | Melbourne 5 de febrer de 2021 | Melbourne 5 de febrer de 2021                                                   | · Grècia · 2 |     |   |          |
| \| \| \| \| 1 \| 2 \| 3 \| \| \| - \| ---------------- \| ------------------------------------------------------------------------------- \| --- \| --- \| - \| -------- \| \| 1 \| Espanya · Grècia \| Pablo Carreño Busta Michail Pervolarakis \| 6 3 \| 6 4 \| \| \| \| 2 \| Espanya · Grècia \| Roberto Bautista Agut Stéfanos Tsitsipàs \| 5 7 \| 5 7 \| \| \| \| 3 \| Espanya · Grècia \| Pablo Carreño Busta / Marcel Granollers Markos Kalovelonis / Stéfanos Tsitsipàs \| 0 1 \| \| \| retirada \| |                               |                                                                                 |              |     |   |          |
| |                               |                                                                                 | 1            | 2   | 3 |          |
| 1 | Espanya · Grècia              | Pablo Carreño Busta Michail Pervolarakis                                        | 6 3          | 6 4 |   |          |
| 2 | Espanya · Grècia              | Roberto Bautista Agut Stéfanos Tsitsipàs                                        | 5 7          | 5 7 |   |          |
| 3 | Espanya · Grècia              | Pablo Carreño Busta / Marcel Granollers Markos Kalovelonis / Stéfanos Tsitsipàs | 0 1          |     |   | retirada |

### Grup C
| CS |         | Àustria | Itàlia | França | Punts | Partits | Sets | Jocs  | Pos. |
| 3  | Àustria |         | 1−2    | 1−2    | 0−2   | 2−4     | 2−8  | 37−54 | 3    |
| 8  | Itàlia  | 2−1     |        | 2−1    | 2−0   | 4−2     | 8−4  | 61−48 | 1    |
| 10 | França  | 2−1     | 1−2    |        | 1−1   | 3−3     | 6−4  | 50−46 | 2    |

#### Àustria vs. Itàlia
| · Àustria · 1 | Melbourne 2 de febrer de 2021 | Melbourne 2 de febrer de 2021                                  | · Itàlia · 2 |     |   |  |
| \| \| \| \| 1 \| 2 \| 3 \| \| \| - \| ---------------- \| -------------------------------------------------------------- \| --- \| --- \| - \| \| \| 1 \| Àustria · Itàlia \| Dennis Novak Fabio Fognini \| 6 3 \| 6 2 \| \| \| \| 2 \| Àustria · Itàlia \| Dominic Thiem Matteo Berrettini \| 2 6 \| 4 6 \| \| \| \| 3 \| Àustria · Itàlia \| Dennis Novak / Dominic Thiem Matteo Berrettini / Fabio Fognini \| 1 6 \| 4 6 \| \| \| |                               |                                                                |              |     |   |  |
| |                               |                                                                | 1            | 2   | 3 |  |
| 1 | Àustria · Itàlia              | Dennis Novak Fabio Fognini                                     | 6 3          | 6 2 |   |  |
| 2 | Àustria · Itàlia              | Dominic Thiem Matteo Berrettini                                | 2 6          | 4 6 |   |  |
| 3 | Àustria · Itàlia              | Dennis Novak / Dominic Thiem Matteo Berrettini / Fabio Fognini | 1 6          | 4 6 |   |  |

#### Itàlia vs. França
| · Itàlia · 2 | Melbourne 3 de febrer de 2021 | Melbourne 3 de febrer de 2021                                            | · França · 1 |      |   |  |
| \| \| \| \| 1 \| 2 \| 3 \| \| \| - \| --------------- \| ------------------------------------------------------------------------ \| --- \| ---- \| - \| \| \| 1 \| Itàlia · França \| Fabio Fognini Benoît Paire \| 6 1 \| 7 6² \| \| \| \| 2 \| Itàlia · França \| Matteo Berrettini Gaël Monfils \| 6 4 \| 6 2 \| \| \| \| 3 \| Itàlia · França \| Simone Bolelli / Andrea Vavassori Nicolas Mahut / Édouard Roger-Vasselin \| 3 6 \| 4 6 \| \| \| |                               |                                                                          |              |      |   |  |
| |                               |                                                                          | 1            | 2    | 3 |  |
| 1 | Itàlia · França               | Fabio Fognini Benoît Paire                                               | 6 1          | 7 6² |   |  |
| 2 | Itàlia · França               | Matteo Berrettini Gaël Monfils                                           | 6 4          | 6 2  |   |  |
| 3 | Itàlia · França               | Simone Bolelli / Andrea Vavassori Nicolas Mahut / Édouard Roger-Vasselin | 3 6          | 4 6  |   |  |

#### Àustria vs. França
| · Àustria · 1 | Melbourne 5 de febrer de 2021 | Melbourne 5 de febrer de 2021                                                    | · França · 2 |     |   |          |
| \| \| \| \| 1 \| 2 \| 3 \| \| \| - \| ---------------- \| -------------------------------------------------------------------------------- \| ---- \| --- \| - \| -------- \| \| 1 \| Àustria · França \| Dennis Novak Nicolas Mahut \| 6² 7 \| 2 6 \| \| \| \| 2 \| Àustria · França \| Dominic Thiem Benoît Paire \| 6 1 \| 0 \| \| retirada \| \| 3 \| Àustria · França \| Philipp Oswald / Tristan-Samuel Weissborn Nicolas Mahut / Édouard Roger-Vasselin \| 3 6 \| 3 6 \| \| \| |                               |                                                                                  |              |     |   |          |
| |                               |                                                                                  | 1            | 2   | 3 |          |
| 1 | Àustria · França              | Dennis Novak Nicolas Mahut                                                       | 6² 7         | 2 6 |   |          |
| 2 | Àustria · França              | Dominic Thiem Benoît Paire                                                       | 6 1          | 0   |   | retirada |
| 3 | Àustria · França              | Philipp Oswald / Tristan-Samuel Weissborn Nicolas Mahut / Édouard Roger-Vasselin | 3 6          | 3 6 |   |          |

### Grup D
| CS |           | Rússia | Argentina | Japó | Punts | Partits | Sets | Jocs  | Pos. |
| 4  | Rússia    |        | 2−1       | 2−1  | 2−0   | 4−2     | 9−4  | 68−45 | 1    |
| 7  | Argentina | 1−2    |           | 3−0  | 1−1   | 4−2     | 8−5  | 67−56 | 2    |
| 9  | Japó      | 1−2    | 0−3       |      | 0−2   | 1−5     | 3−11 | 42−77 | 3    |

#### Rússia vs. Argentina
| · Rússia · 2 | Melbourne 2 de febrer de 2021 | Melbourne 2 de febrer de 2021                                      | · Argentina · 1 |      |   |  |
| \| \| \| \| 1 \| 2 \| 3 \| \| \| - \| ------------------ \| ------------------------------------------------------------------ \| --- \| ---- \| - \| \| \| 1 \| Rússia · Argentina \| Andrei Rubliov Guido Pella \| 6 1 \| 6 2 \| \| \| \| 2 \| Rússia · Argentina \| Daniïl Medvédev Diego Schwartzman \| 7 5 \| 6 3 \| \| \| \| 3 \| Rússia · Argentina \| Aslan Karatsev / Andrei Rubliov Máximo González / Horacio Zeballos \| 4 6 \| 64 7 \| \| \| |                               |                                                                    |                 |      |   |  |
| |                               |                                                                    | 1               | 2    | 3 |  |
| 1 | Rússia · Argentina            | Andrei Rubliov Guido Pella                                         | 6 1             | 6 2  |   |  |
| 2 | Rússia · Argentina            | Daniïl Medvédev Diego Schwartzman                                  | 7 5             | 6 3  |   |  |
| 3 | Rússia · Argentina            | Aslan Karatsev / Andrei Rubliov Máximo González / Horacio Zeballos | 4 6             | 64 7 |   |  |

#### Rússia vs. Japó
| · Rússia · 2 | Melbourne 3 de febrer de 2021 | Melbourne 3 de febrer de 2021                                        | · Japó · 1 |     |           |  |
| \| \| \| \| 1 \| 2 \| 3 \| \| \| - \| ------------- \| -------------------------------------------------------------------- \| --- \| --- \| --------- \| \| \| 1 \| Rússia · Japó \| Andrei Rubliov Yoshihito Nishioka \| 6 1 \| 6 3 \| \| \| \| 2 \| Rússia · Japó \| Daniïl Medvédev Kei Nishikori \| 6 2 \| 6 4 \| \| \| \| 3 \| Rússia · Japó \| Ievgueni Donskoi / Aslan Karatsev Ben McLachlan / Yoshihito Nishioka \| 6 4 \| 3 6 \| [10] [12] \| \| |                               |                                                                      |            |     |           |  |
| |                               |                                                                      | 1          | 2   | 3         |  |
| 1 | Rússia · Japó                 | Andrei Rubliov Yoshihito Nishioka                                    | 6 1        | 6 3 |           |  |
| 2 | Rússia · Japó                 | Daniïl Medvédev Kei Nishikori                                        | 6 2        | 6 4 |           |  |
| 3 | Rússia · Japó                 | Ievgueni Donskoi / Aslan Karatsev Ben McLachlan / Yoshihito Nishioka | 6 4        | 3 6 | [10] [12] |  |

#### Argentina vs. Japó
| · Argentina · 3 | Melbourne 6 de febrer de 2021 | Melbourne 6 de febrer de 2021                                       | · Japó · 0 |      |     |  |
| \| \| \| \| 1 \| 2 \| 3 \| \| \| - \| ---------------- \| ------------------------------------------------------------------- \| --- \| ---- \| --- \| \| \| 1 \| Argentina · Japó \| Guido Pella Yoshihito Nishioka \| 6 3 \| 7 64 \| \| \| \| 2 \| Argentina · Japó \| Diego Schwartzman Kei Nishikori \| 6 1 \| 64 7 \| 6 0 \| \| \| 3 \| Argentina · Japó \| Máximo González / Horacio Zeballos Toshihide Matsui / Ben McLachlan \| 6 2 \| 6 2 \| \| \| |                               |                                                                     |            |      |     |  |
| |                               |                                                                     | 1          | 2    | 3   |  |
| 1 | Argentina · Japó              | Guido Pella Yoshihito Nishioka                                      | 6 3        | 7 64 |     |  |
| 2 | Argentina · Japó              | Diego Schwartzman Kei Nishikori                                     | 6 1        | 64 7 | 6 0 |  |
| 3 | Argentina · Japó              | Máximo González / Horacio Zeballos Toshihide Matsui / Ben McLachlan | 6 2        | 6 2  |     |  |

## Fase final

### Quadre
|  | Semifinals 5 de febrer de 2021 | Semifinals 5 de febrer de 2021 | Semifinals 5 de febrer de 2021 |   |        | Final 6 de febrer de 2021 | Final 6 de febrer de 2021 | Final 6 de febrer de 2021 |  |  |  |  |
|  |                                |                                |                                |   |        |                           |                           |                           |  |  |  |  |
|  |                                |                                |                                |   |        |                           |                           |                           |  |  |  |  |
|  | 6                              | Alemanya                       | 1                              |   |        |                           |                           |                           |  |  |  |  |
|  | 6                              | Alemanya                       | 1                              |   |        |                           |                           |                           |  |  |  |  |
|  | 4                              | Rússia                         | 2                              |   |        |                           |                           |                           |  |  |  |  |
|  | 4                              | Rússia                         | 2                              |   | 4      | Rússia                    | 2                         |                           |  |  |  |  |
|  |                                |                                |                                |   | 4      | Rússia                    | 2                         |                           |  |  |  |  |
|  |                                | 8                              | Itàlia                         | 0 |        |                           |                           |                           |  |  |  |  |
|  | 8                              | 8                              | Itàlia                         | 0 | Itàlia | 3                         |                           |                           |  |  |  |  |
|  | 8                              |                                |                                |   |        |                           |                           |                           |  |  |  |  |
|  | 2                              | Espanya                        | 0                              |   |        |                           |                           |                           |  |  |  |  |

### Semifinals

#### Alemanya vs. Rússia
| · Alemanya · 1 | Melbourne 6 de febrer de 2021 | Melbourne 6 de febrer de 2021                                         | · Rússia · 2 |      |     |  |
| \| \| \| \| 1 \| 2 \| 3 \| \| \| - \| ----------------- \| --------------------------------------------------------------------- \| --- \| ---- \| --- \| \| \| 1 \| Alemanya · Rússia \| Jan-Lennard Struff Andrei Rubliov \| 6 3 \| 1 6 \| 2 6 \| \| \| 2 \| Alemanya · Rússia \| Alexander Zverev Daniïl Medvédev \| 6 3 \| 3 6 \| 5 7 \| \| \| 3 \| Alemanya · Rússia \| Kevin Krawietz / Jan-Lennard Struff Ievgueni Donskoi / Aslan Karatsev \| 6 3 \| 7 6² \| \| \| |                               |                                                                       |              |      |     |  |
| |                               |                                                                       | 1            | 2    | 3   |  |
| 1 | Alemanya · Rússia             | Jan-Lennard Struff Andrei Rubliov                                     | 6 3          | 1 6  | 2 6 |  |
| 2 | Alemanya · Rússia             | Alexander Zverev Daniïl Medvédev                                      | 6 3          | 3 6  | 5 7 |  |
| 3 | Alemanya · Rússia             | Kevin Krawietz / Jan-Lennard Struff Ievgueni Donskoi / Aslan Karatsev | 6 3          | 7 6² |     |  |

#### Itàlia vs. Espanya
| · Itàlia · 3 | Melbourne 6 de febrer de 2021 | Melbourne 6 de febrer de 2021                                             | · Espanya · 0 |     |     |     |
| \| \| \| \| 1 \| 2 \| 3 \| \| \| - \| ---------------- \| ------------------------------------------------------------------------- \| --- \| --- \| --- \| --- \| \| 1 \| Itàlia · Espanya \| Fabio Fognini Pablo Carreño Busta \| 6 2 \| 1 6 \| 6 4 \| \| \| 2 \| Itàlia · Espanya \| Matteo Berrettini Roberto Bautista Agut \| 6 3 \| 7 5 \| \| \| \| 3 \| Itàlia · Espanya \| Simone Bolelli / Andrea Vavassori Pablo Carreño Busta / Marcel Granollers \| \| \| \| w/o \| |                               |                                                                           |               |     |     |     |
| |                               |                                                                           | 1             | 2   | 3   |     |
| 1 | Itàlia · Espanya              | Fabio Fognini Pablo Carreño Busta                                         | 6 2           | 1 6 | 6 4 |     |
| 2 | Itàlia · Espanya              | Matteo Berrettini Roberto Bautista Agut                                   | 6 3           | 7 5 |     |     |
| 3 | Itàlia · Espanya              | Simone Bolelli / Andrea Vavassori Pablo Carreño Busta / Marcel Granollers |               |     |     | w/o |

### Final
| · Rússia · 2 | Melbourne 7 de febrer de 2021 | Melbourne 7 de febrer de 2021                                       | · Itàlia · 0 |     |   |             |
| \| \| \| \| 1 \| 2 \| 3 \| \| \| - \| --------------- \| ------------------------------------------------------------------- \| --- \| --- \| - \| ----------- \| \| 1 \| Rússia · Itàlia \| Andrei Rubliov Fabio Fognini \| 6 1 \| 6 2 \| \| \| \| 2 \| Rússia · Itàlia \| Daniïl Medvédev Matteo Berrettini \| 6 4 \| 6 2 \| \| \| \| 3 \| Rússia · Itàlia \| Ievgueni Donskoi / Aslan Karatsev Simone Bolelli / Andrea Vavassori \| \| \| \| no disputat \| |                               |                                                                     |              |     |   |             |
| |                               |                                                                     | 1            | 2   | 3 |             |
| 1 | Rússia · Itàlia               | Andrei Rubliov Fabio Fognini                                        | 6 1          | 6 2 |   |             |
| 2 | Rússia · Itàlia               | Daniïl Medvédev Matteo Berrettini                                   | 6 4          | 6 2 |   |             |
| 3 | Rússia · Itàlia               | Ievgueni Donskoi / Aslan Karatsev Simone Bolelli / Andrea Vavassori |              |     |   | no disputat |

## Distribució de punts
| Tipus      | Jugador rànquing | Ronda      | Punts per victòria segons rànquing oponent | Punts per victòria segons rànquing oponent | Punts per victòria segons rànquing oponent | Punts per victòria segons rànquing oponent | Punts per victòria segons rànquing oponent | Punts per victòria segons rànquing oponent | Punts per victòria segons rànquing oponent |
| Tipus      | Jugador rànquing | Ronda      | Núm. 1–10                                  | Núm. 11–20                                 | Núm. 21–30                                 | Núm. 31-50                                 | Núm. 51–100                                | Núm. 101–250                               | Núm. 251+                                  |
| ---------- | ---------------- | ---------- | ------------------------------------------ | ------------------------------------------ | ------------------------------------------ | ------------------------------------------ | ------------------------------------------ | ------------------------------------------ | ------------------------------------------ |
| Individual | Núm. 1–250       | Final      | 220                                        | 180                                        | 140                                        | 100                                        | 75                                         | 45                                         | 30                                         |
| Individual | Núm. 1–250       | Semifinals | 150                                        | 130                                        | 100                                        | 70                                         | 45                                         | 30                                         | 20                                         |
| Individual | Núm. 1–250       | Fase grups | 75                                         | 65                                         | 50                                         | 35                                         | 25                                         | 20                                         | 15                                         |
| Individual | Núm. 251+        | Final      | 55                                         | 55                                         | 55                                         | 55                                         | 55                                         | 45                                         | 30                                         |
| Individual | Núm. 251+        | Semifinals | 45                                         | 45                                         | 45                                         | 45                                         | 45                                         | 30                                         | 20                                         |
| Individual | Núm. 251+        | Fase grups | 25                                         | 25                                         | 25                                         | 25                                         | 25                                         | 15                                         | 10                                         |
| Dobles     | Any              | Final      | 100                                        | 100                                        | 100                                        | 100                                        | 100                                        | 100                                        | 100                                        |
| Dobles     | Any              | Semifinals | 75                                         | 75                                         | 75                                         | 75                                         | 75                                         | 75                                         | 75                                         |
| Dobles     | Any              | Fase grups | 50                                         | 50                                         | 50                                         | 50                                         | 50                                         | 50                                         | 50                                         |

- Màximum 500 punts per jugador imbatut, 250 punts per dobles.[4]